# Turngemeinde 1862 Rüsselsheim (pallavolo maschile)
Il Turngemeinde 1862 Rüsselsheim è una società pallavolistica maschile tedesca con sede a Rüsselsheim am Main, facente parte dell'omonima polisportiva: milita nel campionato di 1. Bundesliga.

## Storia
La sezione di pallavolo maschile della polisportiva Turngemeinde 1862 Rüsselsheim disputa per la prima la 1. Bundesliga nella stagione 2005-06: tuttavia la squadra retrocede in 2. Bundesliga. Conquista una nuova promozione al termine dell'annata 2006-07: partecipa quindi alla 1. Bundesliga nella stagione 2007-08 per retrocedere nuovamente al termine del campionato.
Nella stagione 2014-15, dopo il secondo posto nel proprio girone in 2. Bundesliga e la rinuncia del Fellbach a partecipare alla massima divisione tedesca, il club viene ripescato in 1. Bundesliga: in tale occasione sposta la propria sede di gioco a Francoforte. Grazie ai risultati ottenuti nella stagione 2015-16 si qualifica per la prima volta a una competizione europea: partecipa infatti alla Coppa CEV 2016-17, venendo eliminata in semifinali dal Tours. Nell'annata 2020-21 conquista il suo primo trofeo, ossia la Coppa di Germania.

## Rosa 2019-2020
| N° | Nome              | Ruolo | Data di nascita   | Nazionalità sportiva |
| -- | ----------------- | ----- | ----------------- | -------------------- |
| 1  | Urban Toman       | L     | 21 ottobre 1997   | Slovenia             |
| 2  | Ewoud Gommans     | S     | 17 novembre 1990  | Paesi Bassi          |
| 3  | Blain Cranston    | P     | 13 aprile 1995    | Canada               |
| 4  | Ben Bierwisch     | S     | 20 maggio 2002    | Germania             |
| 5  | Floris van Rekom  | S     | 8 maggio 1991     | Paesi Bassi          |
| 6  | Paul Henning      | C     | 28 settembre 1997 | Germania             |
| 7  | Louis Kunstmann   | C     | 10 settembre 2000 | Germania             |
| 8  | Masahiro Yanagida | S     | 6 luglio 1992     | Giappone             |
| 9  | Milija Mrdak      | O     | 26 ottobre 1991   | Serbia               |
| 10 | Jochen Schöps     | O     | 8 ottobre 1983    | Germania             |
| 11 | Tobias Krick      | C     | 22 ottobre 1998   | Germania             |
| 12 | Thorben Stahmer   | L     | 20 settembre 1989 | Germania             |
| 13 | Jean-Philippe Sol | C     | 1º gennaio 1986   | Francia              |
| 14 | Peter Wolf        | O     | 14 giugno 1992    | Germania             |
| 15 | Luke Smith        | S     | 30 agosto 1990    | Australia            |
| 16 | Matthias Valkiers | P     | 8 aprile 1990     | Belgio               |
| 18 | Simon Torwie      | O     | 1º novembre 2001  | Germania             |

## Palmarès
- Coppa di Germania: 1

2020-21